# San Antonio (Schiff, 2006)
Die USS San Antonio (LPD-17) ist ein Amphibious Transport Dock der United States Navy und ist das Typschiff der San-Antonio-Klasse. Sie ist nach der Stadt San Antonio in Texas benannt.

## Geschichte
LPD-17 wurde Ende 1996 in Auftrag gegeben und vier Jahre später bei Avondale Shipyard auf Kiel gelegt. Nach rund zweieinhalb Jahren wurde das Schiff vom Stapel gelassen, Taufpatin war die US-Senatorin Kay Bailey Hutchison, der ehemalige US-Präsident George H. W. Bush sprach auf der Feier. Tatsächlich war das Schiff weit entfernt von der Vollendung. Von Beginn an griff Korrosion den Rumpf an, die Verkabelung war handwerklich schlecht ausgeführt. Letztlich musste die San Antonio 2004 zu Ingalls Shipbuilding geschleppt werden, um dort fertiggestellt zu werden. Erst Mitte 2005 wurde das Schiff schließlich an die US Navy übergeben, war allerdings immer noch nicht einsatzfähig.
Drei Tage bevor der Hurrikan Katrina die Golfküste traf begab sich die Crew an Bord. Da das Schiff aber nicht für die hohe See zertifiziert war, musste sie den Sturm vor Pascagoula ausreiten, wobei leichte Schäden entstanden. Anfang 2006 wurde das Schiff in Dienst gestellt.
Da eine Verwendung weiterhin ausgeschlossen war, wurde das Schiff 2006 in Norfolk eingedockt und dort überholt. Erst Ende August 2008 sollte die San Antonio an der Seite der Iwo Jima erstmals operativ eingesetzt werden. Einige Tage vor dem Ablegen trat jedoch ein Defekt am Haupttor auf, der die Fahrt der San Antonio um eine Woche verzögerte. Noch während des ersten Einsatzes musste die San Antonio im November vier Wochen in Bahrain für 1,4 Millionen US-Dollar überholt werden, nachdem auf der Fahrt Schmierölleitungen leckten. Probleme dieser Art traten bereits seit 2005 auf.
Im Dezember 2009 ging die San Antonio in die Earl Industries Shipyard, in Portsmouth, Virginia. Die Überholung sollte vier bis fünf Monate dauern und rund 5 Millionen Dollar kosten. Nachdem jedoch schwere Probleme mit dem Antriebssystem gefunden wurden, wurde die Liegezeit auf mindestens elf Monate verlängert, die Kosten stiegen auf 39 Millionen Dollar (Stand Oktober 2010), werden aber bis zum Ende der Arbeiten weiter steigen. Im September 2010 wurde das Schiff in die Naval Station Norfolk geschleppt, wo die Reparaturen Mitte 2011 fertiggestellt wurden. Damit verpasste die San Antonio ihre ursprünglich für 2011 geplante zweite Einsatzfahrt. An ihrer Stelle wird die Mesa Verde die Bataan begleiten. Erneute Testfahrten fanden im Juni 2011 statt und verliefen positiv. Doch schon im Juli traten erneut Probleme mit den Dieselmotoren auf, die in der Norfolk Naval Shipyard behoben werden sollen. Im August 2011 soll die San Antonio das Training aufnehmen und dann 2012 verlegt werden.
Im November 2016 war die San Antonio im Rahmen der Operation Odyssey Lightning zur Unterstützung bei der Bekämpfung von Zielen der Terrormiliz Islamischer Staat (IS) in Libyen beteiligt.